# Cullera (stacja kolejowa)
Cullera (hiszp. Estación de Cullera) – stacja kolejowa w miejscowości Cullera, w prowincji Walencja, we wspólnocie autonomicznej Walencja, w Hiszpanii.
Jest obsługiwana przez pociągi linii C-1 Cercanías Valencia przewoźnika Renfe.

## Położenie stacji
Znajduje się na Silla – Gandia w km 25,2, na wysokości 3 m n.p.m.

## Historia
Stacja została otwarta 19 sierpnia 1878 wraz z odcinkiem Silla-Benifayó linii Silla-Cullera. Linię zbudowała Compañía del Ferrocarril Económico de Silla a Cullera. W 1923 spółka przeszła do większej kompanii o nazwie Norte. Stan ten się utrzymywał do 1941, kiedy to nastąpiła nacjonalizacja kolei w Hiszpanii i powstanie RENFE.
Od 31 grudnia 2004 Renfe Operadora obsługuje linie kolejowe, podczas gdy Adif jest właścicielem obiektów kolejowych.

## Linie kolejowe
- Linia Silla – Gandia